# Ceroplesis reticulata
Ceroplesis reticulata là một loài bọ cánh cứng trong họ Cerambycidae.